# Lex Julia
Lex Julia (lex Iulia), består av flera olika delar.
- Lex Iulia, tillkom år 90 före Kristus och erbjöd romerskt medborgarskap för alla italienare som inte hade höjt vapen mot den romerska republiken under det italienska bundsförvantskriget 91 - 88 f.Kr..[1]

- Lex Iulia de Adulteriis Coercendis, cirka 18 före Kristus och en del av kejsare Augustus bröllopskod. Denna lag gav äktenskaplig otrohet en publik och offentligt straffbarhet, med landsförvisning som straff.[1]

- Lex Iulia de Maritandis Ordinibus, cirka 18 före Kristus också en del av kejsare Augustus bröllopskod.[1]

- Lex Iulia Municipalis, cirka 45 före Kristus som satte en begränsning för italienska medborgare. En bevarad inskription ifrån Hereacles och som togs upp av Caesar, publicerades av Antonious.[1]